# Luzia Braun

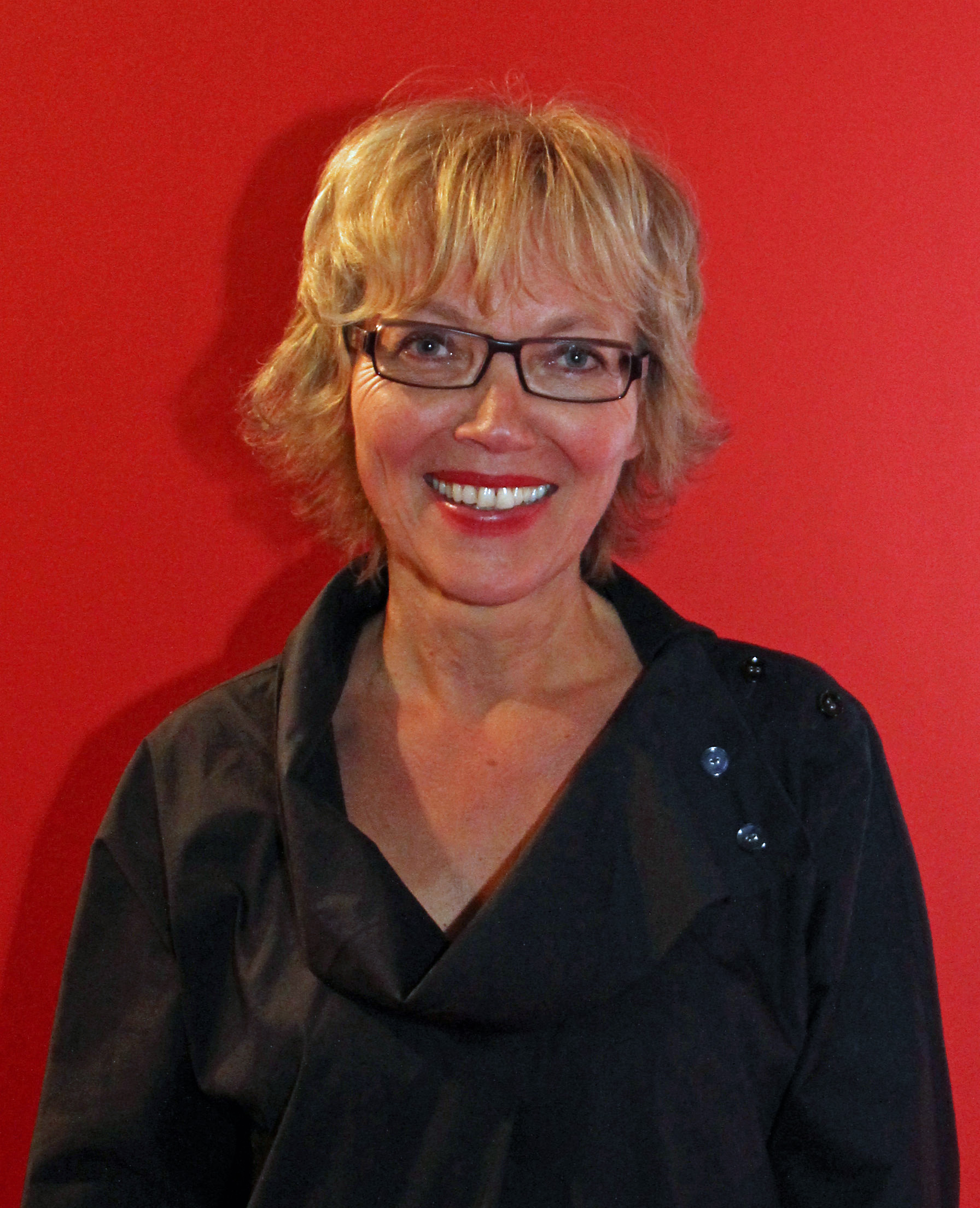
Luzia Braun auf der Frankfurter Buchmesse 2011

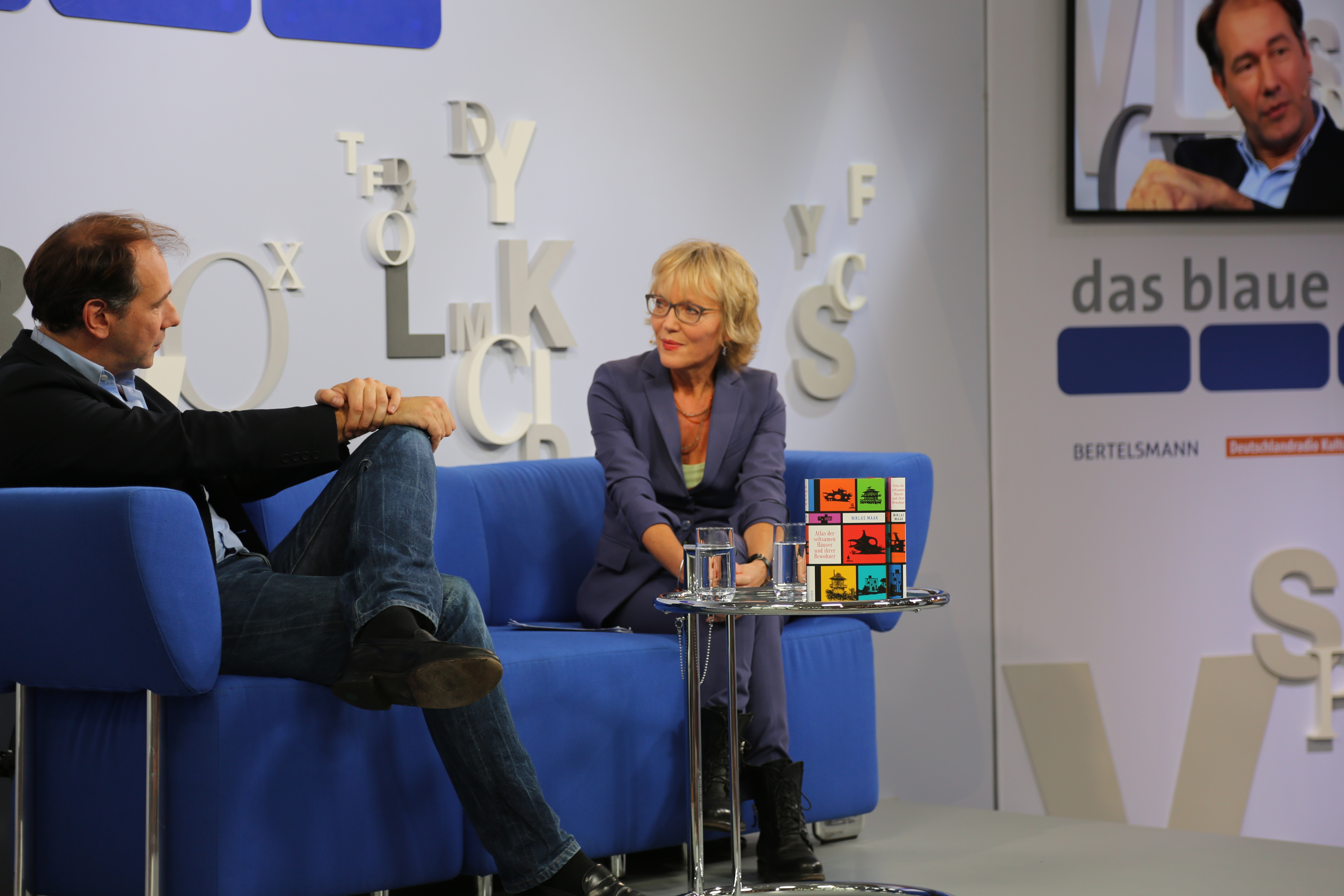
Braun auf der Frankfurter Buchmesse 2016

Luzia Braun (* 18. April 1954 in Meßkirch) ist eine deutsche Filmemacherin, Redakteurin und Moderatorin.

## Leben
Nach dem Abitur 1973 ging Luzia Braun als Au-Pair-Mädchen nach Rom (nach anderen Quellen ein Studienaufenthalt), wo sie ihre zweite Heimat fand. Sie studierte von 1974 bis 1980 Germanistik und Geschichte an der Albert-Ludwigs-Universität Freiburg, arbeitete danach unter anderem als Lehrerin für Deutsch als Fremdsprache in der Justizvollzugsanstalt Freiburg und ging 1984 als DAAD-Lektorin an die Universität Mailand, wo sie deutsche Sprache und Literatur lehrte. 1984 bis 1990 schrieb sie Radio-Features. 1989 begann sie ihre Tätigkeit beim Fernsehen, arbeitete als freie Italien-Korrespondentin beim WDR (ZAK, Auslandsreporter, Frizz, Sphinx, Morgenmagazin). Von September 1993 bis Dezember 2011 moderierte sie 18 Jahre lang das ZDF-Kulturmagazin aspekte, seit 2000 im Wechsel mit Wolfgang Herles. Seit 2011 ist sie stellvertretende Leiterin von aspekte.
Luzia Braun, Urgroßnichte von Fritz Heidegger, ist verheiratet und lebt in Berlin und Mailand. Im Debütroman ihres Klassenkameraden Arnold Stadler taucht sie als Modeschöpferin aus Mailand auf.

## Fernsehdokumentationen
- 1992 – WDR: Das Phantom der Mafia. Plati – das verrufenste Dorf Italiens
- 1993 – ARD: Die Babymacher. Das fruchtbare Geschäft mit der Unfruchtbarkeit (ausgezeichnet mit dem Prix Leonardo in Silber)
- 1994 – WDR/SDR: Der Pate von Rom. Andreotti und die Mafia
- 1998 – ZDF: First ladies der Mafia. Wie die Frauen der Bosse die Macht ergreifen (Co-Autorin Petra Reski)

## Schriften
- Zusammen mit Ursula März: Sich sehen. Gespräche über das Gesicht. Galiani, Berlin 2022, ISBN 978-3-86971-248-2.
- Zusammen mit Margret Bäurle: „Ich bin heiser in der Kehle meiner Keuschheit“. Frauenmystik im Mittelalter. In: Frauenliteraturgeschichte, Stuttgart 1995 und 2000.
- Zusammen mit Klaus Ruch: Das Würfeln mit den Wörtern. Die Geschichte des Anagramms. In: Merkur, Deutsche Zeitschrift für Europäisches Denken, Stuttgart 1988, Heft 3.
- Da-Da-Da-Sein. Fritz Heidegger: Holzwege zur Sprache. Quasi una Philosophia. In: Die Zeit, 22. September 1989, und SWF 1989.